# Nothing (The Rasmus)
Nothing è un singolo del gruppo musicale finlandese The Rasmus, pubblicato il 15 settembre 2017 come terzo estratto dal nono album in studio Dark Matters.

## Video musicale
Il videoclip, pubblicato il 26 gennaio 2018, è stato diretto dal bassista Eero Heinonen e girato a novembre 2017 tra Berlino, Colonia, Vienna, Londra, Amsterdam, Tokyo e Osaka.

## Tracce
1. Nothing – 3:42 (Lauri Ylönen, Pauli Rantasalmi, Joy Deb, Linnea Deb, Anton Hård)

## Formazione
Gruppo
- Lauri Ylönen – voce
- Pauli Rantasalmi – chitarra
- Eero Heinonen – basso
- Aki Hakala – batteria

Altri musicisti
- The Family – programmazione

Produzione
- The Family – produzione, missaggio
- Anders Hvenare – missaggio
- Anders Pantzer – assistenza tecnica
- Staffen Birkedal – assistenza tecnica
- Claes Persson – mastering